# Episodi di Cold Case - Delitti irrisolti (quarta stagione)
La quarta stagione della serie televisiva Cold Case - Delitti irrisolti, formata da 24 episodi, è stata trasmessa in prima visione negli Stati Uniti sul canale CBS dal 24 settembre 2006 al 6 maggio 2007.
In Italia è andata in onda in chiaro su Rai 2 dal 15 settembre al 1º dicembre 2007.
| nº | Titolo originale     | Titolo italiano        | Prima TV USA      | Prima TV Italia   |
| -- | -------------------- | ---------------------- | ----------------- | ----------------- |
| 1  | Rampage              | Gioco al massacro      | 24 settembre 2006 | 15 settembre 2007 |
| 2  | The War at Home      | Medaglia al valore     | 1º ottobre 2006   | 15 settembre 2007 |
| 3  | Sandhogs             | Lo sciopero            | 8 ottobre 2006    | 22 settembre 2007 |
| 4  | Baby Blues           | La famiglia perfetta   | 15 ottobre 2006   | 22 settembre 2007 |
| 5  | Saving Sammy         | Salviamo Sammy         | 22 ottobre 2006   | 29 settembre 2007 |
| 6  | Static               | Scarlet Rose           | 29 ottobre 2006   | 29 settembre 2007 |
| 7  | The Key              | La chiave              | 5 novembre 2006   | 6 ottobre 2007    |
| 8  | Fireflies            | Luci nel buio          | 12 novembre 2006  | 6 ottobre 2007    |
| 9  | Lonely Hearts        | Cuori solitari         | 19 novembre 2006  | 13 ottobre 2007   |
| 10 | Forever Blue         | Segreti impossibili    | 3 dicembre 2006   | 13 ottobre 2007   |
| 11 | The Red and the Blue | Il rosso e il blu      | 10 dicembre 2006  | 20 ottobre 2007   |
| 12 | Knuckle Up           | Vita nel college       | 7 gennaio 2007    | 20 ottobre 2007   |
| 13 | Blackout             | Blackout               | 14 gennaio 2007   | 27 ottobre 2007   |
| 14 | 8:03 AM              | Il portafortuna        | 28 gennaio 2007   | 27 ottobre 2007   |
| 15 | Blood on the tracks  | Tracce di sangue       | 18 febbraio 2007  | 3 novembre 2007   |
| 16 | The Good-Bye Room    | Raggio di sole         | 4 marzo 2007      | 3 novembre 2007   |
| 17 | Shuffle, Ball Change | Un talento naturale    | 11 marzo 2007     | 10 novembre 2007  |
| 18 | A Dollar, a Dream    | Il biglietto dei sogni | 18 marzo 2007     | 10 novembre 2007  |
| 19 | Offender             | Ultimo bersaglio       | 25 marzo 2007     | 17 novembre 2007  |
| 20 | Stand Up and Holler  | La rivale              | 1º aprile 2007    | 17 novembre 2007  |
| 21 | Torn                 | Una scelta difficile   | 8 aprile 2007     | 24 novembre 2007  |
| 22 | Cargo                | Cargo                  | 15 aprile 2007    | 24 novembre 2007  |
| 23 | The Good Death       | L'angelo della morte   | 29 aprile 2007    | 1º dicembre 2007  |
| 24 | Stalker              | Lo sconosciuto         | 6 maggio 2007     | 1º dicembre 2007  |

## Gioco al massacro
- Titolo originale: Rampage
- Diretto da: Mark Pellington
- Scritto da: Veena Cabreros Sud

### Trama
Nel 1995 due ragazzi si sono suicidati dopo avere aperto il fuoco sugli avventori di un centro commerciale. La squadra omicidi riapre il caso quando un filmato della sparatoria, presente in una telecamera all'interno del condotto dell'aerazione del fabbricato, suggerisce che insieme ai due poteva esserci un complice, ideatore della strage.
- Liberamente ispirato al massacro della Columbine High School: gli attentatori condividevano con i personaggi dell'episodio la passione per i videogiochi violenti, il rifiuto della società e uno di loro teneva degli appunti macabri esattamente come il suo corrispettivo reale.
- Data del flashback: 23 settembre 1995
- Fomentatrice della strage è stata Tina, desiderosa di vendicarsi dei suoi stupratori, rimasti uccisi nella strage.
- Non appaiono i fantasmi delle vittime, ma quelli dei due psicopatici, visti nella propria cucina dai genitori di uno dei due, coloro che non hanno lasciato Philadelphia dopo l'attentato.
  - Canzone iniziale: I Will Refuse dei Pailhead
  - Canzone finale: One of Us di Joan Osborne

## Medaglia al valore
- Titolo originale: The War at Home
- Diretto da: Alex Zakrzewski
- Scritto da: Samantha Howard Corbin

### Trama
La squadra riapre un caso del 2004 inerente all'omicidio di una veterana della guerra in Iraq, quando la protesi del braccio appartenente a quest'ultima viene rinvenuta in un fiume. Nel frattempo, Scotty si reca a trovare il fratello maggiore Mike per trovare delle risposte a un caso, le quali potrebbero fare riemergere alcune dolorose vicende della loro infanzia.
- Data del flashback: 21 febbraio 2004
- Colpevole dell'omicidio è il suo amico ex commilitone, l'ha spinta dopo che lei lo aveva rifiutato facendola cadere nel fiume.
- Il marito e gli agenti della Omicidi vedono la vittima al suo funerale in tenuta mimetica e, mentre fa il saluto militare, riacquisisce il suo braccio.
  - Canzone iniziale: White Horses di Vanessa Carlton
  - Canzone finale: Little by Little degli Oasis

## Lo sciopero
- Titolo originale: Sandhogs
- Diretto da: David Von Ancken
- Scritto da: Greg Plageman

### Trama
Quando i resti di un operaio minatore, John Donovan, scomparso nel 1948 vengono rinvenuti in un tunnel di servizio della metropolitana, la squadra riapre il caso e ipotizza che l'uomo sia stato ucciso a causa del suo attivismo nel sindacato. I detective scoprono che la vittima aveva intrecciato una relazione con una donna di colore, nonché vedova di un collega deceduto in un incidente.
- Colpevole dell'omicidio è suo cognato, l'ha ucciso perché il padre aveva preferito che a succedergli fosse Donovan e non lui.
- Donovan viene visto dalla donna amata e insieme ballano sulla loro canzone, mentre Stillman vede nel bar dei minatori Nate, il minatore morto durante un crollo.
- Una fotografia di un poliziotto morto nell'episodio della prima stagione Corsa senza fine è apparsa sulla parete dei poliziotti caduti in servizio.
  - Canzone iniziale: Sixteen Tons di Big Bill Broonzy
  - Canzone finale: I Wonder di Louis Armstrong

## La famiglia perfetta
- Titolo originale: Baby Blues
- Diretto da: David Barrett
- Scritto da: Liz W. Garcia

### Trama
Lilly riapre un caso del 1982 inerente alla morte per SIDS di una bambina di appena 6 mesi; nuove prove portano a pensare che la vittima può essere stata annegata.
- Colpevole dell'omicidio è sua madre, l'ha uccisa distendendosi con lei sulla neve con l'intenzione di suicidarsi con lei, per poi risvegliarsi chiamata dal figlio all'interno della casa, e la bambina era già affogata nella neve.
- Il fantasma della bambina non si vede a causa della tenera età al momento della sua morte. L'episodio si è concluso con Lilly che si inginocchia sulla sua tomba.
  - Canzone iniziale: Somebody's Baby di Jackson Browne
  - Canzone finale: Open Arms dei Journey

## Salviamo Sammy
- Titolo originale: Saving Sammy
- Diretto da: Paris Barclay
- Scritto da: Tyler Bensinger

### Trama
Joseph fornisce a Lilly alcune informazioni riguardanti un bambino autistico che potrebbe avere visto la persona che ha sparato ai suoi genitori mentre questi ultimi si trovavano nella loro automobile, omicidio avvenuto nel 2003.
- Colpevole dell'omicidio è il fidanzato della figlia delle sue vittime, li ha uccisi perché non voleva che loro si trasferissero nel Vermont.
- Scotty Valens vede le due vittime mentre porta il loro figlio dalla sorella (che lo ha preso in affido essendo diventata maggiorenne) in una camera decorata con gli amati pesci.
  - Canzone iniziale: Calling All Angels dei Train
  - Canzone finale: In My Place dei Coldplay

## Scarlet Rose
- Titolo originale: Static
- Diretto da: Kevin Bray
- Scritto da: Gavin Harris

### Trama
La squadra riapre un vecchio caso del 1958 riguardante la morte di una vera e propria celebrità locale, un disc jockey soprannominato Hawk. I detective, avvalendosi di nuove prove tecniche, scoprono che l'uomo non si era suicidato come si pensava.
- Colpevole dell'omicidio è la sua ex moglie, l'ha ucciso perché lui voleva avallare la decisione di sua figlia di fare la cantante, a cui lei si opponeva traumatizzata dalla tragica fine del proprio padre musicista, morto suicida perché non aveva raggiunto il successo.
- La figlia Jennifer vede la vittima accostarsi a lei mentre sta suonando il piano.
- Nell'episodio appare in un cameo il cantante Little Richard.
  - Canzone iniziale e finale: Scarlet Rose di Alexa Khan

## La chiave
- Titolo originale: The Key
- Diretto da: David Barrett
- Scritto da: Jennifer Johnson

### Trama
Quando vengono rinvenute nuove prove inerenti a un vecchio caso di omicidio del 1979, il detective Jeffries, che per primo si era occupato delle indagini, avvia una nuova inchiesta per individuare l'assassino. Jeffries spera così di mantenere fede alla promessa che aveva fatto alla figlia della vittima ben 27 anni prima.
- Colpevole dell'omicidio è il figlio del suo ex-amante, l'ha uccisa perché lei aveva respinto le sue avance.
- La vittima appare alla figlia quando, insieme a Jeffries e al padre, va a deporre i fiori sul luogo del delitto.
  - Canzone iniziale: Best of My Love delle The Emotions
  - Canzone finale: Broken Hearted Me di Anne Murray

## Luci nel buio
- Titolo originale: Fireflies
- Diretto da: Marcos Siega
- Scritto da: Erica Shelton

### Trama
Quando ricompare la lettera scritta di suo pugno e mai consegnata di una bambina di 8 anni scomparsa nel 1975, Rush e Valens riaprono il caso inerente alla sparizione della piccola.
- La vittima in realtà non era morta ma era rimasta ferita nel West Virginia e il colpevole del tentato omicidio è un suo vicino bianco, che voleva ucciderla poiché era arrivato a considerare l'amicizia che questo aveva con la bambina nera una delle cause per cui il padre era violento verso di lui, essendo nemico giurato degli afroamericani.
- Ovviamente, non essendoci vittime, non appaiono fantasmi nel montaggio finale.
  - Canzone iniziale: Tin Man degli America
  - Canzone finale: Landslide dei Fleetwood Mac

## Cuori solitari
- Titolo originale: Lonely Hearts
- Diretto da: John Peters
- Scritto da: Liz W. Garcia

### Trama
Lilly riapre il caso riguardante l'omicidio di una donna avvenuta nel 1989. Un video che la vittima aveva girato per un'agenzia di appuntamenti è stato rinvenuto nell'appartamento di un uomo morto.
- Colpevole dell'omicidio è una delle donne truffate dal ragazzo della vittima, l'ha uccisa perché aveva scoperto che la vittima avrebbe ucciso l'uomo e lei lo amava ancora e non poteva lasciarglielo fare.
- Lilly vede la vittima su una panchina di un parco pubblico, Vera vede nell'archivio una delle vittime della coppia, Beulah, vestita da sposa, e Stillman vede Ramon nel riflesso di uno specchio nel magazzino di quest'ultimo.
- Liberamente ispirato al caso dei killer dei cuori solitari, Raymond Fernandez e Martha Beck.
  - Canzone iniziale: The Look dei Roxette
  - Canzone finale: Alone degli Heart

## Segreti impossibili
- Titolo originale: Forever Blue
- Diretto da: Jeannot Szwarc
- Scritto da: Tom Pettit

### Trama
La squadra indaga su un caso del 1968 inerente all'omicidio di un poliziotto ucciso da un colpo di pistola nella sua auto di pattuglia. Le indagini dell'epoca stabilirono che l'uomo di legge fu ucciso mentre cercava di eseguire un arresto per droga. Nuove prove, però, rivelano che il delitto sia legato alla vita sentimentale dell'agente.
- Colpevole dell'omicidio è il suo superiore su complicità del padre della vittima, l'ha ucciso perché lui aveva una relazione clandestina con un suo collega, e il dipartimento non poteva accettare una relazione omosessuale fra i loro agenti.
- L'amante della vittima lo vede sotto il ponte dov'è stato ucciso insieme alla sua auto d'ordinanza e gli sfiora la mano posata sul cofano.
- Liberamente ispirato al film I segreti di Brokeback Mountain.
  - Canzone iniziale: Daydream Believer dei Monkees
  - Canzone finale: My Back Pages dei The Byrds

## Il rosso e il blu
- Titolo originale: The Red and the Blue
- Diretto da: Steve Boyum
- Scritto da: Meredith Stiehm

### Trama
Il precedente partner di Jeffries si rifà vivo producendo una serie di nuove prove inerenti all'omicidio di un cantante country avvenuto nel 2000. Lilly si reca quindi a Knoxville, in Tennessee, trascinando insieme a lei nel viaggio un riluttante Scotty.
- Colpevole dell'omicidio è il tastierista della band, l'ha ucciso mentre era in astinenza da eroina perché la vittima aveva rifiutato di firmare un contratto che avrebbe dato loro stabilità economica.
- Lilly vede la vittima che suona nel locale in cui sono andati con i colleghi di Knoxville a festeggiare.
  - Canzone iniziale: Just to See You Smile di Tim McGraw
  - Canzone finale: I've Got Friends That Do di Tim McGraw

## Vita nel college
- Titolo originale: Knuckle Up
- Diretto da: David Barrett
- Scritto da: Greg Plageman

### Trama
Un video riguardante uno studente scomparso viene trovato su Internet. La squadra decide quindi di riaprire il caso inerente alla sparizione di un giovane diciassettenne di talento, del quale si sono perse le tracce all'inizio del 2006.
- Il colpevole dell'omicidio è il padre del suo amico ricco, l'ha ucciso perché stava per rivelare alla polizia che il figlio era colpevole del pestaggio mortale di un uomo.
- Il padre e la sorella vedono la vittima nel loro giardino mentre gioca con la neve accanto a loro.
  - Canzone iniziale: Chariot di Gavin DeGraw
  - Canzone finale: How to Save a Life dei The Fray

## Blackout
- Titolo originale: Blackout
- Diretto da: Seith Mann
- Scritto da: Tyler Bensinger

### Trama
Il team riapre un caso del 1996 inerente all'omicidio di una donna, che aveva un terrore folle del buio, uccisa durante un blackout che ha paralizzato buona parte della città di Filadelfia.
- Colpevole dell'omicidio è sua figlia, l'ha uccisa perché lei stava per sedurre il nipote, suo figlio, a tredici anni, come aveva fatto prima con suo figlio, il fratello dell'assassina, che non aveva potuto proteggere all'epoca.
- Lilly vede la vittima guardare mestamente la piscina quando ritorna sulla scena del delitto.
- Liberamente ispirata all'omicidio di Florence Unger.
  - Canzone iniziale: One Headlight dei The Wallflowers
  - Canzone finale: Name dei Goo Goo Dolls

## Il portafortuna
- Titolo originale: 8:03 AM
- Diretto da: Alex Zakrzewski
- Scritto da: Veena Cabreros Sud

### Trama
Nel 2002, due quindicenni sono stati uccisi davanti a due scuole diverse allo stesso giorno e alla stessa ora, cioè le 8:03 del mattino. Nel giorno del quinto anniversario del duplice omicidio, il detective Miller, che ha soccorso una delle due vittime, vuole riaprire il caso, convinta che i due eventi siano collegati.
- Il colpevole dell'omicidio del ragazzo è un tossico, l'ha ucciso perché il ragazzo lo aveva umiliato; la ragazza è stata uccisa dal ragazzo popolare che faceva da spacciatore alla madre perché voleva dire alla polizia dei suoi traffici.
- Kat vede i fantasmi dei due ragazzi nell'archivio.
- Tutte le canzoni di quest'episodio sono degli U2.
  - Canzone iniziale: Beautiful Day degli U2
  - Canzone finale: With or Without You degli U2

## Tracce di sangue
- Titolo originale: Blood on the Tracks
- Diretto da: Kevin Bray
- Scritto da: Gavin Harris

### Trama
Quando all'interno di una casa vengono rinvenute tracce di esplosivo, il team riapre un caso del 1981 inerente all'omicidio di una coppia di coniugi avvenuta nella medesima abitazione in seguito a un'esplosione provocata da una perdita di gas.
- I colpevoli dell'omicidio sono la moglie di una delle due vittime aiutato dal fidanzato del college: li hanno uccisi perché le due vittime volevano confessare un crimine commesso dieci anni prima.
- Il fantasma di Sarah appare sul finestrino della volante quando Joanna viene arrestata, Lilly vede quello di Jack mentre guarda una sua diapositiva nell'archivio.
- Tutte le canzoni di quest'episodio sono di Bob Dylan.
- Liberamente ispirato al film Il grande freddo.
- Liberamente ispirato al caso di un ex membro dell'Esercito di Liberazione Simbionese, Sara Jane Olson.
  - Canzone iniziale: The Times They Are A-Changin di Bob Dylan
  - Canzone finale: Like a Rolling Stone di Bob Dylan

## Raggio di sole
- Titolo originale: The Good-Bye Room
- Diretto da: Holly Dale
- Scritto da: Jennifer Johnson

### Trama
Lilly riapre un caso sull'omicidio, avvenuto nel 1964, di una ragazza madre di 17 anni uccisa il giorno dopo avere dato alla luce una bambina all'interno di una casa per giovani madri single.
- Colpevole dell'omicidio è un'altra ragazza madre, che l'ha uccisa per prendere la figlia della vittima in un raptus dopo che questa le aveva detto che suo figlio era stato venduto.
  - Canzone iniziale: Baby Love delle The Supremes
  - Canzone finale: You Are My Sunshine di Carly Simon

## Un talento naturale
- Titolo originale: Shuffle, Ball Change
- Diretto da: Mark Pellington
- Scritto da: Liz W. Garcia

### Trama
Quando un cadavere viene ritrovato in una discarica, la squadra riapre un caso del 1984 inerente alla morte di un giovane ragazzo che coltivava il desiderio di diventare un ballerino nonostante il parere contrario di suo padre.
- Il colpevole dell'omicidio è il fratello maggiore, l'ha ucciso per la gelosia per il talento del ragazzo.
- Liberamente ispirato al film Billy Elliot.
- Ultima apparizione di Susan Chung, nel ruolo della dottoressa Frannie Chung.
  - Canzone iniziale: Heat of the Moment degli Asia
  - Canzone finale: I Want to Know What Love Is dei Foreigner

## Il biglietto dei sogni
- Titolo originale: A Dollar, a Dream
- Diretto da: Chris Fisher
- Scritto da: Erica Shelton

### Trama
La squadra riapre un caso del 1999 riguardante l'omicidio di una senzatetto quando i resti di quest'ultima vengono rinvenuti in una station wagon ritrovata sul fondo di un lago.
- Colpevole dell'omicidio è il suo amico senzatetto, l'ha uccisa in un raptus di follia pensando che avesse vinto un milione col biglietto del lotto che lui le aveva regalato e glielo stesse nascondendo.
- Le due figlie, ricongiunte, vedono la vittima (l'unica immagine del passato ad apparire a colori).
- Guest star: Jennifer Lawrence (Abby Bradford)
  - Canzone iniziale: Home di Sheryl Crow
  - Canzone finale: Angel di Sarah McLachlan

## Ultimo bersaglio
- Titolo originale: Offender
- Diretto da: David Barrett
- Scritto da: Greg Plageman

### Trama
Un padre disperato, diventato nel frattempo un assassino di pedofili, costringe i membri della squadra di Lilly a dare un'ulteriore occhiata sul caso d'omicidio di suo figlio avvenuto nel 1987.
- Colpevole dell'omicidio è il suo vicino di casa, l'ha ucciso dopo averlo violentato.
- I genitori vedono la vittima sul tetto su cui si ricongiungono.
  - Canzone iniziale: Bizarre Love Triangle dei New Order
  - Canzone finale: Never Surrender di Corey Hart

## La rivale
- Titolo originale: Stand Up and Holler
- Diretto da: John Peters
- Scritto da: Kate Purdy

### Trama
La squadra torna a indagare su un caso del 1997 riguardante la morte di una studentessa sedicenne, quando viene rinvenuta quella che sembra la confessione anonima del suo assassino.
- Colpevoli dell'omicidio sono le ragazze cheerleader: la leader ha comandato alle altre di immobilizzarla per farle bere una birra, non sapendo che la migliore amica della vittima avesse esagerato con la quantità di droga che si erano divise. Quest'ultima non chiama l'ambulanza perché la vittima, prima di perdere i sensi, le dice che vuole aiutarla e quindi raccontare che è stata importunata dalla squadra di football, ma lei, spaventata dalla popolarità acquisita a così caro prezzo, non la fa soccorrere.
- Il ragazzo di cui si era affezionata vede la vittima fuori dalla scuola.
  - Canzone iniziale: Plowed degli Sponge
  - Canzone finale: High and Dry dei Radiohead

## Una scelta difficile
- Titolo originale: Torn
- Diretto da: Kevin Bray
- Scritto da: Tyler Bensinger

### Trama
La squadra indaga sul caso più lontano nel tempo mai affrontato prima: la morte, avvenuta nel 1919, di una giovane attivista che si batteva per far ottenere il diritto di voto alle donne.
- Il colpevole dell'omicidio è sua madre, l'ha uccisa accidentalmente mentre tentava di convincere sua figlia a non far uscire le donne dalla prigione in cui erano rinchiuse ingiustamente.
- Questo è il caso più vecchio della serie.
  - Canzone iniziale: Alexander's Ragtime Band di Bessie Smith
  - Canzone finale: Stardust di Hoagy Carmichael

## Cargo
- Titolo originale: Cargo
- Diretto da: Andy García
- Scritto da: Tom Pettit

### Trama
La squadra investigativa riapre il caso sull'omicidio di uno scaricatore di porto avvenuto nel 2005. L'uomo era invischiato con alcuni esponenti della mafia russa.
- La colpevole dell'omicidio è una ragazza che la vittima aveva corrotto, l'ha ucciso in un momento di rabbia e frustrazione, visto che la vittima voleva andare a cercare l'altra ragazza prigioniera dei suoi aguzzini.
  - Canzone iniziale: Maybe Tomorrow degli Stereophonics
  - Canzone finale: Fix You dei Coldplay

## L'angelo della morte
- Titolo originale: The Good Death
- Diretto da: Paris Barclay
- Scritto da: Gavin Harris

### Trama
Rush e i suoi colleghi riaprono il caso della morte di un malato terminale avvenuta nel 1998. Un infermiere ha infatti appena confessato di aver praticato l'eutanasia su sei pazienti.
- La colpevole dell'omicidio è sua moglie, l'ha fatto morire per non farlo soffrire, essendo l'ultimo giorno di vita.
- Liberamente ispirato sia ai suicidi assistiti operati da Jack Kevorkian sia sull'infermiere omicida Charles Cullen.
  - Canzone iniziale: 1979 dei The Smashing Pumpkins
  - Canzone finale: Good Day di Paul Westerberg

## Lo sconosciuto
- Titolo originale: Stalker
- Diretto da: Alex Zakrzewski
- Scritto da: Veena Cabreros Sud

### Trama
L'indagine sull'omicidio dei membri di un'intera famiglia avvenuto nel 2006, poco dopo che questi ultimi si erano trasferiti in una nuova casa, si trasforma in una vera e propria emergenza quando tutti i detective vengono presi in ostaggio.
- Il colpevole dell'omicidio è il loro stalker, li ha uccisi con lo scopo di prendersi la ragazza, unica sopravvissuta del triplice omicidio.
- Liberamente ispirato all'omicidio di Alice Huling e la maggior parte della sua famiglia.
  - Canzone iniziale: Speed of Sound dei Coldplay
  - Canzone finale: Stolen dei Dashboard Confessional